# Сан Вито Кјетино
Сан Вито Кјетино (итал. San Vito Chietino) је насеље у Италији у округу Кјети, региону Абруцо.
Према процени из 2011. у насељу је живело 2009 становника. Насеље се налази на надморској висини од 144 м.

## Становништво
Према резултатима пописа становништва 2011. у општини је живело 5.226 становника.
| 1931. | 1936. | 1951. | 1961. | 1971. | 1981. | 1991. | 2001. | 2011. |
| ----- | ----- | ----- | ----- | ----- | ----- | ----- | ----- | ----- |
| 5.911 | 6.099 | 6.164 | 5.466 | 5.033 | 5.063 | 5.046 | 4.901 | 5.226 |

## Партнерски градови
- San Vito Lo Capo